# Kaga (portaerei)
La Kaga ( 加賀?, Kaga, dal nome della provincia di Kaga) il cui significato è "Gioia accresciuta" fu una portaerei giapponese, una delle unità navali che servirono la marina imperiale nel periodo interbellico tra la Prima e la seconda guerra mondiale, con capacità di 72 velivoli tra caccia, aerosiluranti e bombardieri Aichi D3A.
Progettata come nave da battaglia della classe Tosa, poi cancellata in ottemperanza alle clausole del Trattato navale di Washington sulla riduzione degli armamenti navali, fu impostata il 20 luglio 1920 nel cantiere navale Kawasaki di Kōbe e terminata come portaerei nell'arsenale della base navale di Yokosuka.

## Costruzione
Nell'ambito della modernizzazione della propria flotta varata nel 1917, i vertici della Marina imperiale approvarono la costruzione di una nuova classe di navi da battaglia (o corazzate) indicate come classe Tosa, unità dal dislocamento di 39 900 tonnellate, in grado di raggiungere una velocità di 26,5 kt ed armate con dieci cannoni calibro 410 mm.
Dopo la Prima guerra mondiale molte nazioni avviarono lo sviluppo della propria marina militare. Per scongiurare una potenzialmente pericolosa corsa agli armamenti, le cinque principali potenze vincitrici decisero di organizzare un vertice a Washington che, nell'ambito della più vasta Conferenza navale di Washington, fu ratificato dai rappresentanti di Stati Uniti d'America, Impero britannico, Impero giapponese, Francia e Regno d'Italia un Trattato teso a limitare il numero di navi da battaglia, incrociatori da battaglia e portaerei; il dislocamento complessivo di quelle minori fu limitato a 10000 long ton (10161 t).

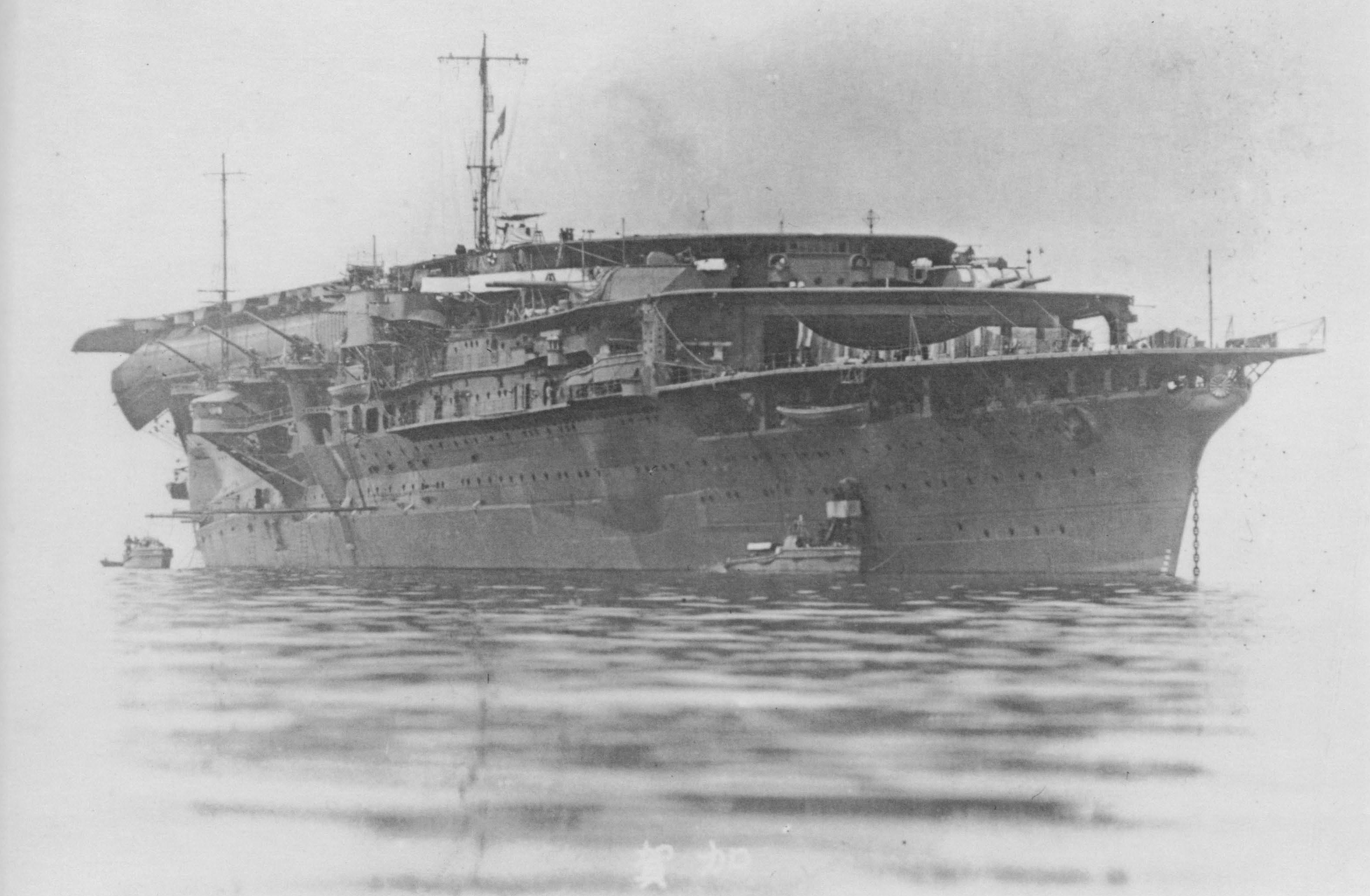
I 3 ponti della Kaga

Come conseguenza, il programma legato alla costruzione della classe Kaga fu interrotto e i lavori sulla capoclasse, l'unica impostata il 20 luglio 1920 nei cantieri Kawasaki di Kōbe, cessarono. L'unità fu recuperata dopo il danneggiamento subito dalla Amagi durante il grande terremoto del Kantō del 1923, e avviata alla riconversione in portaerei come la pari classe Akagi, decidendo di ristrutturare la Kaga per prenderne il posto.
Originariamente, come la Akagi, disponeva di 3 ponti "a scalino", non presentava isole sul ponte di volo, ed i 2 ponti inferiori non necessitavano di elevatori. Il ponte centrale, però, lungo solo 15 metri, era di scarsissima utilità pratica anche con aerei compatti e con carico ridotto.
Possedeva inoltre un armamento antinave costituito da 10 cannoni da 203mm, formato da 2 torri binate Modello B nel settore prodiero e 6 singoli pezzi Modello A1 in casamatta (3 per lato) a poppa, oltre che da 6 contraeree binate (3 per lato) ed altro armamento minore.
Fu inoltre costruito un doppio fumaiolo sui due lati, orientati verso l'esterno e il basso, per evitare che il fumo invadesse il ponte di volo, ma la soluzione si dimostrò inefficace.
Tra il 1934 ed il 1935 la Kaga fu sottoposta ad una serie di ammodernamenti. Venne prolungato il ponte superiore su tutta l'area della nave creando un'unica piattaforma di lancio ed eliminando le batterie pesanti; inoltre il doppio fumaiolo fu sostituito da uno singolo, sempre rivolto verso il basso.

## Operatività
La Kaga entrò in servizio il 31 marzo 1926 essendo una delle prime portaerei della Marina Imperiale Giapponese. Il 30 novembre 1929 fu assegnata alla flotta combinata sotto il comando del Capitano Kawamura.
Il 1 dicembre 1931 la Kaga divenne l'ammiraglia della 1ª Divisione Portaerei (Kaga e Hōshō) sotto il comando del contrammiraglio Katō Takayoshi. Nel corso del 1932 la Kaga venne assegnata alla 3ª Flotta con la quale lanciò diversi attacchi alle posizioni cinesi, ritornò in Giappone nel marzo del 1932 e fu posta in riserva nell'ottobre del 1933 ed inviata a Sasebo per l'inizio dei lavori di ammodernamento.

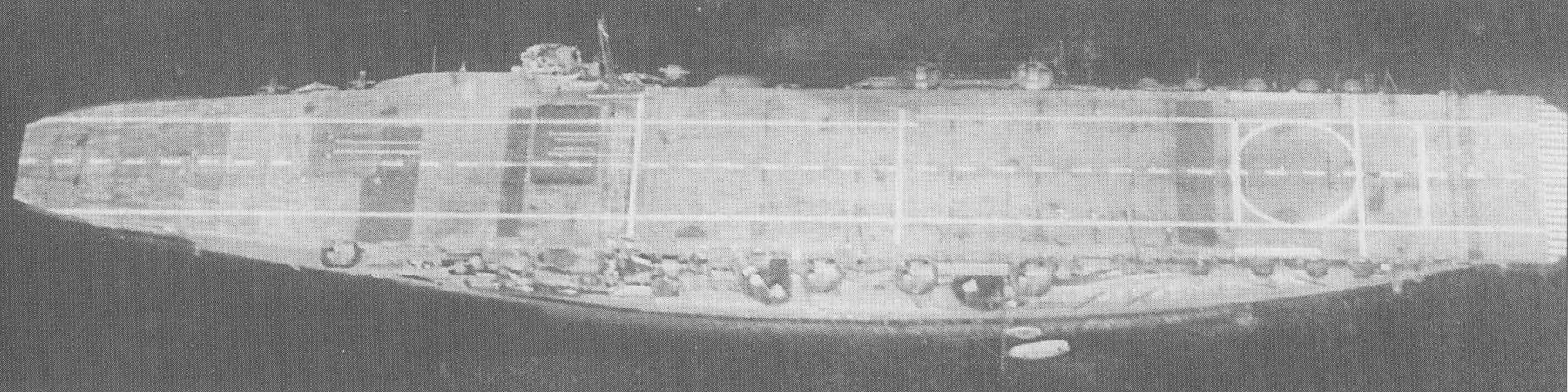
La Kaga dopo i lavori di ammodernamento del 1935

Rientrò in servizio nel giugno del 1935 sotto il comando del comandante Mitsunami Teizō. Nel corso del 1937 la Kaga venne riunita alla Ryūjō e Hōshō nella 1ª Divisione portaerei facente parte della 3ª Flotta agli ordini del Viceammiraglio Kiyoshi Hasegawa fornendo supporto alle azioni militari in Cina subendo moderate perdite del suo gruppo aereo: 11 A2N1 furono abbattuti nell'attacco su Hangzhou condotto senza scorta di caccia.
Riportata in patria nel 1939 fu sottoposta a lavori di ripristino terminati il 18 novembre 1940. Rientrò in servizio e si esercitò con il resto della flotta combinata per il resto del 1940. Il 26 novembre 1941 fu assegnata alla 1ª Flotta aerea di attacco (Kido Butai) sotto il Vice Ammiraglio Nagumo per prendere parte all'attacco contro la flotta statunitense a Pearl Harbor, nel quale perse 15 velivoli (4 "Zero", 5 "Kate" e 6 "Val") partecipando all'affondamento delle corazzate Arizona, Tennessee, Oklahoma e Nevada e a quello della nave officina Vestal.
Successivamente fornì copertura aerea alle forze di sbarco presso Rabaul assieme alla Akagi. Il 9 febbraio 1942 la Kaga urtò la barriera corallina presso l'atollo di Palau ma, lievemente danneggiata, fu in grado di condurre l'attacco al porto australiano di Darwin con la Akagi e la 2ª Divisione Portaerei (Soryu e Hiryu). Nel marzo del 1942 supportò le operazioni anfibie nel mar di Giava e qui il 2 marzo 1942 subì il siluramento del sommergibile americano USS Sailfish; tornata in Giappone per le riparazioni, rientrò in servizio presso la prima divisione portaerei alla fine del maggio 1942, non partecipando quindi alla "Operazione C" con il resto della Kido Butai (raid nell'Oceano Indiano).
A seguito del raid su Tokyo, messo a segno dai B-25 del capitano Doolittle, la Kaga fu frettolosamente fatta partire per intercettare le forze navali USA dalle quali si erano levati quei bombardieri.
Il 27 maggio fu riunita alla Akagi nella 1ª Divisione portaerei in vista dell'operazione MI (Invasione di Midway) a cui prese parte assieme alla 2ª Divisione portaerei (Soryu e Hiryu), ma senza la 5ª Divisione Portaerei (Shokaku e Zuikaku) a causa dei danni riportati dalla Shokaku e delle perdite del gruppo aereo della Zuikaku.

### Midway
La Kaga andò perduta nella battaglia delle Midway il 4 giugno 1942. Fu incendiata dai bombardieri in picchiata SBD Dauntless della portaerei USS Enterprise: una bomba da 1000 libbre e 3 da 500 la colpirono; una dietro l'elevatore posteriore, e un'altra sull'elevatore anteriore, spargendo le fiamme sul ponte, nell'hangar e tra gli aerei. La terza da 500 libbre colpì il ponte di comando uccidendo il capitano Jisaku Okada. La bomba da 1000 libbre esplose a centronave causando la rottura delle condutture del carburante avio. L'incendio non poté essere controllato per le limitate capacità di controllo dei danni, così, ridotta a un ammasso di lamiere fuse, fu affondata alle 19:25 dai cacciatorpediniere di scorta.
Il 18 ottobre 2019, la nave da ricerca Petrel, ritrovò il relitto della Kaga a 5.400 m di profondità presso l'atollo di Midway.